# Ceratocanthus major
Ceratocanthus major är en skalbaggsart som beskrevs av Renaud Maurice Adrien Paulian 1982. Ceratocanthus major ingår i släktet Ceratocanthus och familjen Hybosoridae. Inga underarter finns listade i Catalogue of Life.